# Samuel Adams
Samuel Adams (Boston, 27 de setembro de 1722 — Boston, 2 de outubro de 1803) foi um político e filósofo político, considerado um dos Pais Fundadores dos Estados Unidos. Ele foi um político no Massachusetts colonial, um líder do movimento que se tornou a Revolução Americana e um dos arquitetos dos princípios do republicanismo americano que moldaram a cultura política dos EUA. Ele era um primo de segundo grau de outro pai fundador, o presidente John Adams.

## Vida
Adams nasceu em Boston, foi criado em uma família religiosa e politicamente ativa. Formado pelo Harvard College, ele foi um empresário malsucedido e coletor de impostos antes de se concentrar na política. Ele foi um funcionário influente da Câmara dos Representantes de Massachusetts e do Boston Town Meeting na década de 1760, e se tornou parte de um movimento que se opunha aos esforços do Parlamento Britânico para tributar as colônias britânicas americanas sem seu consentimento. Sua Carta Circular de Massachusetts de 1768 apelando à não cooperação colonial levou à ocupação de Boston por soldados britânicos, resultando no massacre de Boston de 1770. Adams e seus colegas criaram um sistema de comitê de correspondência em 1772 para ajudar a coordenar a resistência ao que ele via como tentativas do governo britânico de violar a Constituição britânica às custas das colônias, que ligavam Patriotas com ideias semelhantes em todas as Treze Colônias . A resistência contínua à política britânica resultou no Festa do Chá de Boston de 1773 e na chegada da Revolução Americana.
O Parlamento aprovou os Atos Coercitivos em 1774, quando Adams compareceu ao Congresso Continental na Filadélfia, que foi convocado para coordenar uma resposta colonial. Ele ajudou a guiar o Congresso no sentido de emitir a Associação Continental em 1774 e a Declaração da Independência em 1776, e ajudou a redigir os Artigos da Confederação e a Constituição de Massachusetts . Adams voltou a Massachusetts após a Revolução Americana, onde serviu no senado estadual e acabou sendo eleito governador.

Samuel Adams mais tarde tornou-se uma figura controversa na história americana. Relatos escritos no século XIX o elogiavam como alguém que conduzia seus companheiros colonos para a independência muito antes do início da Guerra Revolucionária. Essa visão deu lugar a avaliações negativas de Adams na primeira metade do século XX, em que ele foi retratado como um mestre da propaganda que provocou a violência da multidão para atingir seus objetivos. Ambas as interpretações foram contestadas por alguns estudiosos modernos, que argumentam que essas representações tradicionais de Adams são mitos contraditos pelo registro histórico.